# Joseph Eduard Wessely
Joseph Eduard Wessely (* 8. Mai 1826 in Welletau (Veletov), unweit Kolín, Böhmen; † 17. März 1895 in Braunschweig) war ein deutschböhmischer Kunsthistoriker. Sein Spezialgebiet war die Geschichte des Kupferstichs.

## Leben und Wirken
Der Sohn des Mühlenbesitzers Franz Wessely und der Anna Falta begann 1843 nach dem Besuch des Gymnasiums zu Jungbunzlau ein Studium der Theologie sowie der klassischen Literatur, griechischen Philologie, Aesthetik, Geschichte der Philologie und Staatsgeschichte an der Universität Prag. Dort trat er am 1. Oktober 1845 in den Ritterorden der Kreuzherren mit dem Roten Stern ein, wo er 1850 zum Priester ordiniert wurde.
Seine von der Jugend an bestehende Vorliebe für die Kunst wurde vom Großmeister seines Ordens unterstützt und so konnte Wessely sowohl die Prager Malerakademie besuchen als auch im Jahre 1856 für ein Jahr zu einer Studienfahrt nach Italien aufbrechen. Schwerpunkt seiner weiteren künstlerischen und wissenschaftlichen Arbeit sollte die Kunst des Kupferstichs und der Radierung werden. Nachdem Wessely 1861 als Pfarrer an die Wiener Karlskirche berufen worden war, beschäftigte er sich nebenbei intensiv mit der Kunstsammlung an der Albertina. Ab 1865 folgte eine weitere Studienreise zu den wichtigsten Kunststätten Europas. Zugleich begann er mit seiner schriftstellerischen Tätigkeit.
Im Jahre 1866 trat Wessely aus dem Orden aus und konvertierte zur evangelischen Kirche. Zugleich verließ er Österreich und lebte fortan in Deutschland, wo er zunächst von den Einnahmen seiner Publikationen lebte. Am 1. Januar 1869 trat er schließlich eine Stelle als Diätar am königlichen Kupferstichkabinett der Königlichen Museen zu Berlin an und wurde dort am 1. Mai 1877 zum Direktorialassistenten ernannt. Doch nur wenige Monate später berief das Herzog Anton Ulrich-Museum in Braunschweig Wessely als Nachfolger für den im Juli verstorbenen Kupferstecher Friedrich Knolle, wo er die von diesem begonnene Neuordnung der Kupferstichsammlung fortführen sollte. Nach einer längeren Bedenkzeit trat Wessely schließlich am 1. April 1878 die Stelle als Museumsinspektor in Braunschweig an.
Neben seiner Arbeit mit der Katalogisierung der Kupferstichsammlung entfaltete Wessely nun eine rege schriftstellerische Tätigkeit. Er verfasste zahlreiche Monografien über bedeutende Kupferstecher sowie Lehr- und Handbücher, Verzeichnisse und Fachbücher über die Kunst des Kupferstechens. Viele seiner Publikationen fanden in verschiedenen Enzyklopädien, Zeitungen und Zeitschriften sowie in der Allgemeinen Deutschen Biographie hohe Beachtung.
Joseph Eduard Wessely war verheiratet mit Katharina Bourdet geb. Tille, der Witwe seines Freundes, des Landschaftsmalers Karl Joseph Bourdet (1828–1859). Wessely starb an den Folgen eines Schlaganfalls. Er hinterließ seine Frau und fünf Kinder, die, wie der Kunstmaler und Aquarellist Carl Josef Alois Bourdet (1851–1928), zum Teil aus der ersten Ehe seiner Frau stammten.

## Veröffentlichungen
- Jan de Visscher und Lambert Visscher: Verzeichniss ihrer Kupferstiche. Leipzig 1866.
- Das Grundprincip des deutschen Rhythmus auf der Höhe des neunzehnten Jahrhunderts. Leipzig 1866.
- Abraham Blooteling: Verzeichniss seiner Kupferstiche und Schabkunst-Blätter. Leipzig 1867.
- Die Gestalten des Todes und des Teufels in der darstellenden Kunst. Leipzig 1867.
- Iconographie Gottes und der Heiligen. Leipzig 1874.
- Die deutschen Maler-Radirer (Peintres-Graveurs) des neunzehnten Jahrhunderts, nach ihren Leben und Werken. Band 5, 1877 (in Fortsetzung des Werkes von Andreas Andresen).
- Kritische Verzeichnisse von Werken hervorragender Kupferstecher. Band 1: Georg Friedrich Schmidt. Verzeichniss seiner Stiche und Radirungen. Haendcke & Lehmkuhl, Hamburg 1887.
- Adriaen van Ostade. Verzeichniss seiner Originalradirungen und der graphischen Nachbildungen. Leipzig 1888.
- Artikel in der Allgemeinen Deutschen Biographie